# Milet (chanteuse japonaise)
 (juillet 2024).
La mise en forme du texte ne suit pas les recommandations de Wikipédia : il faut le « wikifier ».
Les points d'amélioration suivants sont les cas les plus fréquents. Le détail des points à revoir est peut-être précisé sur la page de discussion.
- Les titres sont pré-formatés par le logiciel. Ils ne sont ni en capitales, ni en gras.
- Le texte ne doit pas être écrit en capitales (les noms de famille non plus), ni en gras, ni en italique, ni en « petit »…
- Le gras n'est utilisé que pour surligner le titre de l'article dans l'introduction, une seule fois.
- L'italique est rarement utilisé : mots en langue étrangère, titres d'œuvres, noms de bateaux, etc.
- Les citations ne sont pas en italique mais en corps de texte normal. Elles sont entourées par des guillemets français : « et ».
- Les listes à puces sont à éviter, des paragraphes rédigés étant largement préférés. Les tableaux sont à réserver à la présentation de données structurées (résultats, etc.).
- Les appels de note de bas de page (petits chiffres en exposant, introduits par l'outil «  Source ») sont à placer entre la fin de phrase et le point final[comme ça].
- Les liens internes (vers d'autres articles de Wikipédia) sont à choisir avec parcimonie. Créez des liens vers des articles approfondissant le sujet. Les termes génériques sans rapport avec le sujet sont à éviter, ainsi que les répétitions de liens vers un même terme.
- Les liens externes sont à placer uniquement dans une section « Liens externes », à la fin de l'article. Ces liens sont à choisir avec parcimonie suivant les règles définies. Si un lien sert de source à l'article, son insertion dans le texte est à faire par les notes de bas de page.
- La présentation des références doit suivre les conventions bibliographiques. Il est recommandé d'utiliser les modèles {{Ouvrage}}, {{Chapitre}}, {{Article}}, {{Lien web}} et/ou {{Bibliographie}}. Le mode d'édition visuel peut mettre en forme automatiquement les références.
- Insérer une infobox (cadre d'informations à droite) n'est pas obligatoire pour parachever la mise en page.

Pour une aide détaillée, merci de consulter Aide:Wikification.
Si vous pensez que ces points ont été résolus, vous pouvez retirer ce bandeau et améliorer la mise en forme d'un autre article.
Pour les articles homonymes, voir Milet (homonymie).
Milet (ミレイ, Mirei) est une chanteuse japonaise signée chez SMEJ,. Elle a fait ses débuts majeurs en 2019 avec Inside You EP. L'EP a culminé à la 16e place d'Oricon Albums Chart. Après avoir sorti cinq EP, elle a sorti son numero une album studio Eyes en 2020. L'album a atteint la première place du classement Oricon et du classement Billboard du Japon,, certifié disque d'or par la Recording Industry Association of Japan pour des ventes de 100 000 exemplaires.

## Carrière
Milet est un auteur-compositeur-interprète japonais basé à Tokyo. Elle a commencé sa carrière en 2018.
Le 6 mars 2019, son premier spectacle live, Milet Special Show Case @Billboard-Live Tokyo, a eu lieu au Billboard Live Tokyo. La même année, plusieurs de ses chansons ont été présentées dans divers médias. Ses chansons "Us" et "Again and Again" ont été utilisées respectivement comme ouvertures pour les séries télévisées japonaises Gisou Furin et Joker x Face,, tandis que ses chansons "Drown", "Prover" et "Tell me" étaient respectivement utilisé comme deuxième fin pour l'adaptation animée de Vinland Saga et comme deuxième fin de la série animée Fate/Grand Order - Absolute Demonic Front: Babylonia,.
Le 3 juin 2020, Milet a sorti son premier album Eyes, qui a atteint la première place du classement Oricon Albums Chart. Elle a collaboré sur l'album avec le guitariste Toru de One OK Rock et Man avec un membre de Mission, Kamikaze Boy,.
À partir du 4 octobre 2020, Milet est devenu DJ animateur de la série radiophonique Music Freaks, diffusée tous les dimanches de 22h00 à 24h00 (JST) sur la station de radio d'Osaka FM802 depuis un studio de Minami-morimachi. Les émissions radiophoniques devraient durer un an,.
Son single "Ordinary Days" a été utilisé comme thème final pour l'adaptation drama de Police in a Pod, diffusée du 7 juillet au 15 septembre 2021.
Le 12 novembre 2020, la chanson «Who I Am» a été créée sur YouTube et a ensuite été présentée comme chanson titre de son sixième mini-album, sorti le 2 décembre 2020. «Who I Am» et la chanson «The Hardest» ont été respectivement utilisés comme thèmes d'ouverture et de fin de la série télévisée japonaise Shichinin no Hisho.
Milet fait ses débuts dans la populaire émission musicale annuelle, 71e NHK Kōhaku Uta Gassen, le 31 décembre 2020 avec la chanson « Inside You ».
Le 8 août 2021, elle s'est produite lors de la cérémonie de clôture des Jeux olympiques de Tokyo 2020. Elle a repris la chanson «Hymne à l'amour», chantée à l'origine par Edith Piaf,,. Le 18 novembre 2021, elle a représenté le Japon au 10e Festival de la chanson télévisée de l'Union de radiodiffusion Asie-Pacifique (ABU), interprétant à distance son premier grand succès «Inside You». Le 31 décembre 2021, elle participe au «NHK Kōhaku Uta Gassen» pour la deuxième année consécutive, en interprétant «Fly High».
Le 22 avril 2022, Milet a publié une vidéo teaser avec les paroles d'un nouveau single intitulé «Walkin' in My Lane», qui sert de chanson thème à l'adaptation drama du manga Yangotonaki Ichizoku. Il a été pré-diffusé sur les services de streaming le 29 avril et a été entièrement diffusé le 25 mai 2022, avec «Love When I Cry» et «My Dreams Are Made of Hell».

## Discographie

### Albums studios
| Titre   | Détails                                                                                          | Meilleur classement | Meilleur classement | Ventes                                      | Certifications |
| Titre   | Détails                                                                                          | JP                  | JP Hot              | Ventes                                      | Certifications |
| ------- | ------------------------------------------------------------------------------------------------ | ------------------- | ------------------- | ------------------------------------------- | -------------- |
| Eyes    | - Sortie: 3 juin 2020 - Libellé: SME - Formats: CD, CD+ DVD, téléchargement numérique, streaming | 1                   | 1                   | - JPN : 82 392 (Phy.) - JPN : 16 641 (Dig.) | - RIAJ : Or    |
| Visions | - Sortie: 2 février 2022 - Libellé: SME - Formats: CD, téléchargement numérique, streaming       | 5                   | 4                   | - JPN : 26 437 (Phy.)                       |                |
| 5am     | - Sortie: 30 août 2023 - Libellé: SME - Formats: CD, téléchargement numérique, streaming         | 4                   | 4                   | - JPN : 17 620 (Phy.)                       |                |

| Inside You EP                          | - Sortie: 6 mars 2019 - Libellé: SME - Formats: CD, téléchargement numérique, streaming     | 16 | —  |
| Wonderland EP                          | - Sortie: 15 mai 219 - Libellé: SME - Formats: CD, téléchargement numérique, streaming      | 18 | 9  |
| Us                                     | - Sortie: 21 août 2019 - Libellé: SME - Formats: CD, téléchargement numérique, streaming    | 11 | 8  |
| Drown / You &amp; I                    | - Sortie: 6 novembre 2019 - Libellé: SME - Formats: CD, téléchargement numérique, streaming | 25 | 10 |
| Prover / Tell Me                       | - Sortie: 19 février 2020 - Libellé: SME - Formats: CD, téléchargement numérique, streaming | 11 | 7  |
| Who I Am                               | - Sortie: 19 decembre 2020 - Libellé: SME - Formats: CD, téléchargement numérique, streamin | 10 | 7  |
| Ordinary Days                          | - Sortie: 4 août 2021 - Libellé: SME - Formats: CD, téléchargement numérique, streaming     | 8  | 5  |
| Flare                                  | - Sortie: 9 mars 2022 - Libellé: SME - Formats: CD, téléchargement numérique, streaming     | 6  | 7  |
| Anytime Anywhere                       | - Sortie: 21 janvier 2024 - Libellé: SME - Formats: CD, téléchargement numérique, streaming | 7  | 5  |
| "—" denotes items which did not chart. |                                                                                             |    |    |

## Filmographie

### Film
| Année | Titre                           | Rôle   | Remarques | Réf.   |
| ----- | ------------------------------- | ------ | --------- | ------ |
| 2025  | Projet Takahiro Miki sans titre | Minami |           | [ 35 ] |